# Bon-Bon Blanco
Bon-Bon Blanco, a volte abbreviato in B3 o B3, è stato un gruppo femminile J-pop, originariamente composto da una cantante, Anna Santos, metà giapponese e metà americana e quattro percussionisti. Il gruppo ha iniziato la propria carriera nel 2002, adottando un nome ed uno stile musicale sudamericano, benché le loro canzoni venivano spesso remixate in versione dance pop. Il gruppo arriva al successo nel 2004 con il singolo Bon voyage!, utilizzato come sigla d'apertura del popolare anime One Piece. Tuttavia, i dischi pubblicati negli anni seguenti non riescono ad ottenere altrettanta fortuna, ed il gruppo cessa ogni attività nel maggio 2009. Dei componenti del gruppo, soltanto Mako ha continuato a lavorare come doppiatrice.

## Formazione
- Anna Santos (サントス・アンナ?, Santosu Anna), 9 luglio 1987 - voce principale
- Izumi (中台泉美?, Nakadai Izumi), 2 gennaio 1988 - conga
- Mako (桜井真子?, Sakurai Mako), 7 ottobre 1986 - maracas
- Ruri (水谷光里?, Mizutani Ruri), 7 gennaio 1990 - bongo
- Tomoyo (松本知世?, Matsumoto Tomoyo), 2 marzo 1987 - timpano

## Discografia

### Album in studio
- 2003 - BEAT GOES ON
- 2004 - B3 Master Pieces 2002-2004
- 2004 - Winter Greetings

### Singoli
- 2002 - Ai Want You!!
- 2002 - Datte, Onna no Ko Nandamon!
- 2003 - Ai no Nurse Carnival
- 2003 - Namida no Hurricane (Sigla di chiusura di Get Backers)
- 2004 - Vacance no Koi
- 2004 - Bon voyage! (Quarta sigla di apertura di One Piece)
- 2004 - Te no Hira wo Taiyou ni
- 2004 - La La Kuchibue Fuite Ikou
- 2005 - Ai ga Ippai
- 2006 - Yura Yura Yureru
- 2007 - Changing (Seconda sigla di chiusura di Yamato Nadeshiko shichi henge)

### DVD
- 2004 - B3 Master Clips 2002-2004
- 2008 - Onna Matsuri